# تقی وحیدیان کامیار
تقی وحیدیان کامیار (زادهٔ ۴ بهمن ۱۳۱۳، مشهد – درگذشتهٔ ۴ بهمن ۱۳۹۶) پژوهشگر، ادیب و زبان‌شناس برجسته، دارای دکتری زبان‌شناسی از دانشگاه تهران بود. وی از چهره‌های نامی زبان و ادب فارسی بشمار می‌رود.
وی در دانشگاههای شهید چمران (جندی‌شاپور) اهواز و سپس در دانشگاه فردوسی مشهد به تدریس اشتغال داشت. چندین کتاب و مقاله، بیشتر در موضوعات عروض و قافیهٔ فارسی و نیز دستور زبان فارسی، از او منتشر شده‌است.

## زندگی
دکتر تقی وحیدیان کامیار در روز چهارم بهمن ۱۳۱۳ در مشهد ـ محله پاچنار واقع در شمال باغ نادری ـ به دنیا آمد. او برای تحصیل وارد هنرستان صنعتی شد اما پس از سه سال چون علاقه بسیار به ادبیات داشت تغییر رشته داده و سرانجام دیپلم ادبی گرفت و بلافاصله به حرفه معلمی پرداخت.
او در سال ۱۳۳۶ در رشته زبان و ادبیات فارسی برای اخذ مدرک لیسانس وارد دانشگاه مشهد شد. موضوع پایان‌نامه لیسانس وی پژوهشی درباره هنر داستان‌های جانوران و پرندگان بود که این اثر در روزنامه آفتاب شرق به چاپ رسید. او در دوره کارشناسی از درس استادانی چون سیداحمد خراسانی، دکتر غلامحسین یوسفی، دکتر فیاض، دکتر رضایی بهره برده‌است.
پس از اتمام دوره کارشناسی ادبیات فارسی، ضمن تدریس در دبیرستان به کار پژوهشی پرداخت و تذکره شاعران مشهد را در روزنامه خراسان منتشر ساخت. به علت علاقه‌مندی به دستور زبان فارسی، چهار سال در زمینه دستور زبان گفتاری به صورت خودخوان کوشید و در سال ۱۳۴۳ کتابی به نام دستورزبان عامیانه را منتشر ساخت.
یک سال بعد وحیدیان کامیار کتابی به نام دستورزبان فارسی با روش نو تألیف و منتشر ساخت.
او در سال ۱۳۴۸ در مقطع فوق‌لیسانس رشته زبان‌شناسی همگانی دانشگاه تهران ادامه تحصیل داد و پایان‌نامه وی به نام ادبیات دانشگاه تهران (شماره ۷۷ سال ۱۳۵۰) به چاپ رسیده‌است.
همچنین همکاری با سازمان برنامه‌ریزی کتاب‌های درسی نیز از سوابق کاری او محسوب می‌شود. وحیدیان کامیار در این همکاری طرح وزن و قافیه به روش علمی را ارائه داد که طرح قافیه آن در مجله وحید اردیبهشت ۱۳۵۲ (به نام قافیه در شعر فارسی) به چاپ رسید. همچنین طرح دستورزبان فارسی با روش علمی از دیگر همکاری‌های او با سازمان برنامه‌ریزی درسی کتاب‌های درسی ایران بود.
تقی وحیدیان کامیار در ۴ بهمن ۱۳۹۶، که سالروز تولد او نیز بود، یعنی دقیقاً در ۸۳ سالگی، درگذشت.

## آثار
- دستور زبان عامیانهٔ فارسی، انتشارات باستان، ۱۳۴۳
- دستور فارسی با روش نو، انتشارات امیرکبیر، ۱۳۴۴
- بررسی وزن شعر عامیانه فارسی، انتشارات آگاه، ۱۳۵۷
- وزن و قافیهٔ شعر فارسی، تهران: مرکز نشر دانشگاهی، ۱۳۶۷
- نوای گفتار در زبان فارسی، اهواز:دانشگاه شهید چمران (جندی شاپور) ویراست دوم، مشهد: انتشارات دانشگاه فردوسی
- دستور زبان فارسی (به‌همراه غلامرضا عمرانی)، تهران: انتشارات سمت
- بدیع: از دیدگاه زیبایی‌شناسی، تهران: انتشارات سمت
- فرهنگ قافیه در زبان فارسی، مشهد: انتشارات دانشگاه فردوسی
- ادبیات فارسی ۱، دورهٔ پیش‌دانشگاهی رشتهٔ ادبیات و علوم انسانی، تهران: وزارت آموزش و پرورش
- دستور زبان فارسی گفتاری، تهران: انتشارات الهدی
- فرهنگ نام آوایی فارسی، مشهد: انتشارات دانشگاه فردوسی، ۱۳۷۵
- بررسی منشأ وزن شعر فارسی، مشهد: آستان قدس رضوی، ۱۳۷۶ چاپ سوم
- تصحیح دیوان کاتبی نیشابوری، با همکاری جوادی نیا و خومحمدی، مشهد: آستان قدس رضوی، ۱۳۸۲
- مجموعه مقالات زبان چگونه شعر می‌شود، مشهد: انتشارات دانشگاه آزاداسلامی، ۱۳۸۳
- فرهنگ اوزان شعر فارسی، مشهد: انتشارات دانشگاه فردوسی، ۱۳۸۹
- تذکره شاعران مشهد، با همکاری محمد عظیمی و به کوشش خومحمدی، مشهد: انتشارات حوزهٔ هنری خراسان رضوی، ۱۳۹۰